# ویلیام هانگ
ویلیام هانگ (انگلیسی: William Hung؛ زادهٔ ۱۳ ژانویهٔ ۱۹۸۳) یک هنرپیشه، و خواننده اهل ایالات متحده آمریکا است. وی بین سال‌های 2004 تا 2011 میلادی فعالیت می‌کرد.